# Yu Sun-bok
Dans ce nom coréen, le nom de famille, Yu, précède le nom personnel Sun-bok.
Pour les articles homonymes, voir Yu.
Yu Sun-bok est une pongiste nord-coréenne née le 2 août 1970.

## Carrière
Elle est médaillée de bronze en doubles aux Jeux olympiques d'été de 1992 avec Li Bun-hui. Son palmarès aux Championnats du monde de tennis de table se compose d"une médaille d'or par équipe en 1991, d'une médaille d'argent par équipe en 1993 et d'une médaille de bronze en mixte en 1993. Elle est également médaillée de bronze en double aux Jeux asiatiques de 1990.